# 喀赞其街道
喀赞其街道，是中华人民共和国新疆维吾尔自治区伊犁哈萨克自治州伊宁市下辖的一个乡镇级行政单位。

## 行政区划
喀赞其街道下辖以下地区：
伊毛社区、莫依克买里社区、喀赞其社区、阿依墩社区、托特度康社区、博斯坦社区、光明街社区和唐乡社区。